# Moïse Vautier

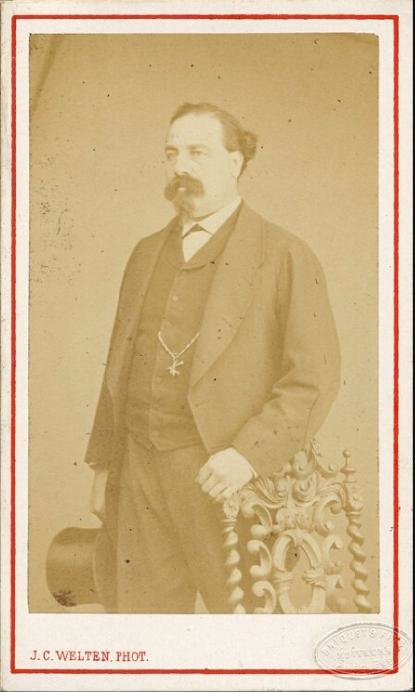
Moïse Vautier (1876)

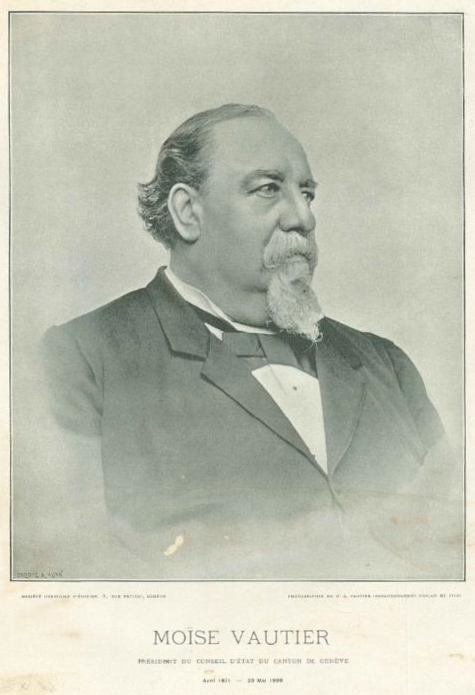
Moïse Vautier

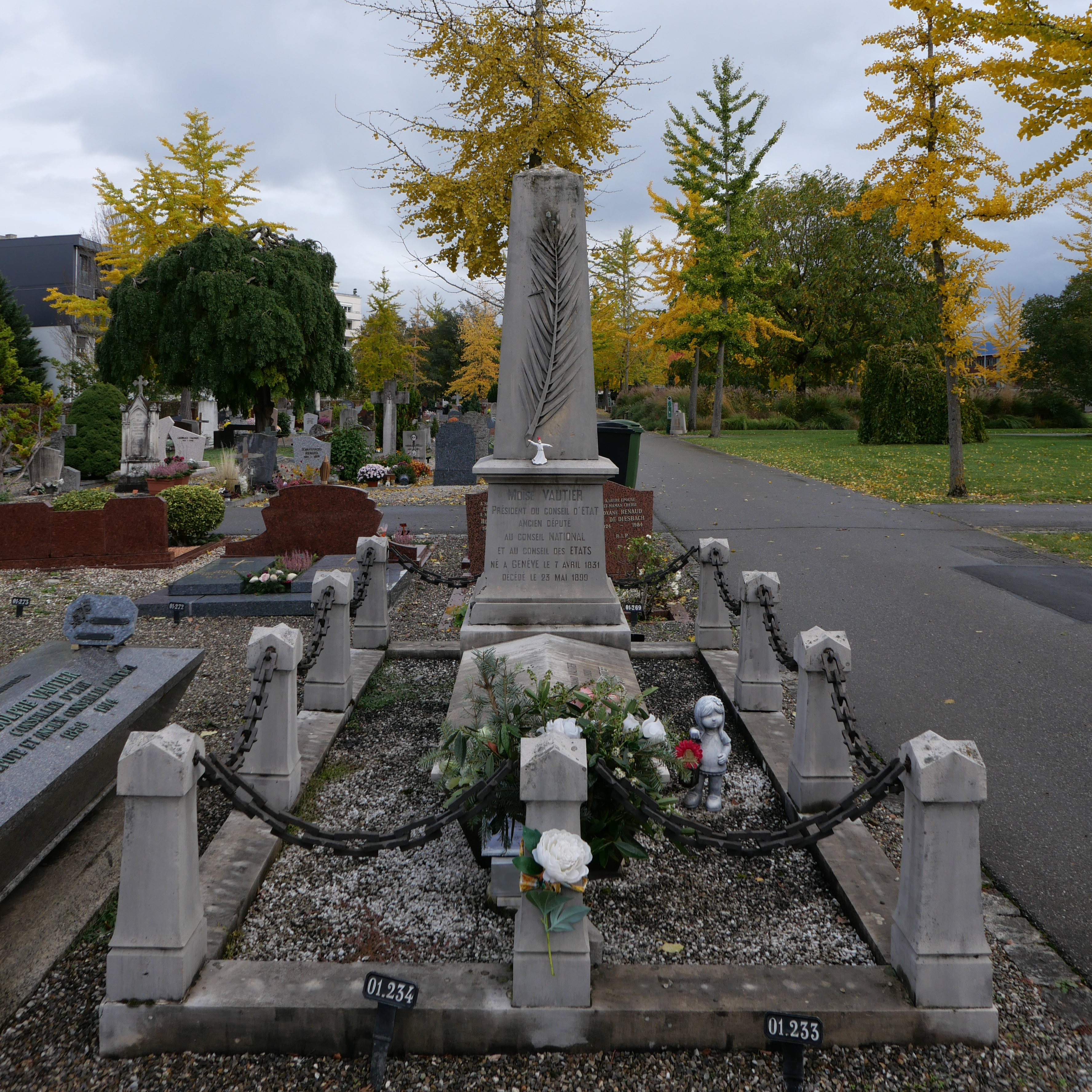
Familiengrab von Moïse Vautier auf dem Friedhof in Carouge

Moïse-Alexandre-Pierre Vautier auch Moses Vautier (* 7. April 1831 in Jussy bei Genf; † 23. Mai 1899 in Plainpalais bei Genf) war ein Schweizer Schmied, Unternehmer und Politiker.

## Leben

### Familie
Moïse Vautier gehörte zur Familie Vautier, die ursprünglich aus dem Waadtland stammte, und war der Sohn des Feilenherstellers Jean-Samuel Vautier (* 19. Januar 1796 in Genf; † 31. Mai 1866 in Carouge) und von dessen Ehefrau Amélie Marie Antoinette (* 1803; † 11. Juni 1865 in Carouge), der Tochter des Zimmermannmeisters Jean-François Cugnet († 1830), die als Kauffrau tätig war.
Von 1846 bis 1893 lebte er in Carouge, bevor er nach Plainpalais umsiedelte.
Er war seit 1854 mit Cécile-Adélaïde (* 13. August 1831 in Bévilard; † 19. Juni 1859 in Genf), der Tochter von Emmanuel Sauvant (1803–1873), verheiratet; gemeinsam hatten sie zwei Söhne:
- James-Samuel Vautier (* 8. März 1855 in Carouge; † 25. November 1935 in Genf), Unternehmer;
- Adolphe-Antoine Vautier (* 18. Juni 1858 in Carouge; † 22. August 1914 in Plainpalais)[3], Unternehmer und Politiker.

Nach dem frühen Tod seiner Ehefrau heiratete er nicht erneut.
Seine Ehefrau war eine Nichte des Pfarrers und Politikers Alphonse Bandelier (1800–1860) sowie des Juristen Adolphe-Eugène Bandelier (1812–1897).
Er wurde auf dem Friedhof in Carouge mit militärischen Ehren beigesetzt.

### Werdegang
Moïse Vautier besuchte die Primarschule in Genf und erhielt im Alter von fünfzehn Jahren 1846 unter anderem auch eine kaufmännische Ausbildung in der Eisenhandlung Schoch in St. Gallen. Nach Beendigung der Lehre kehrte er wieder nach Genf zurück und wurde Teilhaber in der väterlichen Feilenfabrik in Carouge, die er 1866 übernahm; das Unternehmen hatte sich auf die Herstellung von Feilen, Meisseln, Schabern und anderen Präzisionswerkzeugen spezialisiert.
Er wurde 1860 zum Richter am Handelsgericht ernannt.
1864 wurde er zum Mitglied des Verwaltungsrats der Eisenbahngesellschaft Compagnie de la Ligne d’Italie ernannt, und im selben Jahr wurde er Präsident des Verwaltungsrats der neu gegründeten Hypotheken- und Handelsbank Société financière suisse pour le développement de l’industrie (auch Crédit foncier et commercial Suisse). 1867 löste ihn der Politiker Constant Fornerod in diesem Amt ab; er blieb allerdings bis 1873 als Verwaltungsrat im Unternehmen und trat erst nach der Verhaftung von Constant Fornerod zurück; später gab er an, sein Rücktritt habe bereits drei Monate vor der Verhaftung stattgefunden.
Er wurde, gemeinsam mit Emile Degrange (1832–1882), 1876 als Mitglied des Verwaltungsrats der 1874 in Insolvenz gegangenen Asphaltgesellschaft des Val de Travers zu einem Schadenersatz in Höhe von vier Millionen Schweizer Franken verklagt. Die Klage wurde als unbegründet abgewiesen; weil sie es jedoch unterlassen hatten, einen Verkaufsvertrag der Genehmigung der Generalversammlung zukommen zu lassen, wurden sie zu einem Schadenersatz in Höhe von 8'000 Schweizer Franken verurteilt.
1880 wurde er für Genf zum Hauptagenten der neu gegründeten Schweizerischen Hagelversicherungsgesellschaft bestellt.
Nach seinem Tod übernahmen seine beiden Söhne sein Unternehmen.

### Politisches und gesellschaftliches Wirken
Als Anhänger von James Fazy gründete Moïse Vautier 1854 eine Unterstützungstruppe für die Radikalen, genannt Fruitiers d’Appenzell, die sowohl mit dem Schutz der radikalen Führer als auch mit dem Einsatz der Faust bei politischen Demonstrationen beauftragt wurde. An den Wahltagen wendeten die Mitglieder der Vereinigung Gewalt gegen ihre Gegner an, zerstörten deren Stimmzettel und ersetzten diese dann durch radikale Stimmzettel, um den Erfolg ihrer Partei zu sichern. Es ist nicht bekannt, welche Verantwortung Moïse Vautier hierbei trug, aber er verlor dadurch nichts von seiner Popularität. 1857 berief er als Präsident der Fruitiers d’Appenzell eine Volksversammlung zur genferischen Industriefrage ein. Die Gesellschaft zählte bis zu 2'000 Mitglieder.
Er war von 1860 bis 1899 Genfer Grossrat (1860 bis 1861 Vizepräsident).
Von 1861 bis 1865, 1870 bis 1879, 1880 bis 1891 und von 1892 bis zu seinem Tod war er Staatsrat (1864 Präsident, 1865 Vizepräsident, 1870 Präsident, 1871 Vizepräsident, 1872 Präsident, 1874 Präsident, 1876 Präsident, 1877 Vizepräsident, 1879 Präsident, 1881 Präsident, 1885 Vizepräsident, 1888 Präsident, 1890 Vizepräsident; 1893 Vizepräsident, 1894 Vizepräsident, 1897 Vizepräsident, 1899 Präsident). Im Staatsrat hatte er überwiegend die Direktion des Militärdepartements, aber zeitweise auch des Departements des Inneren, des Justiz- und Polizeidepartements und des Departements der öffentlichen Abgaben inne.
Im Mai 1861 trat er, nachdem der Staatsrat James Fazy angegriffen worden war, mit dem gesamten Staatsrat zurück, wurde aber im selben Jahr erneut in den Staatsrat gewählt.
Während seiner Präsidentschaft im Staatsrat kam es, während einer Ersatzwahl für den Staatsrat, 1864 zu Unruhen in Genf.
Nach seinem Tod folgte ihm Alfred Didier (1842–1903) als Präsident des Staatsrats, und Emile Boissier (1841–1901) übernahm das Militärdepartement.
Von 1861 bis 1862 und von 1880 bis 1881 sass er im Ständerat, in den ihm Adrien Lachenal folgte, und war von 1863 bis 1866, von 1869 bis 1878 (1871 Vizepräsident) und von 1881 bis 1884 im Nationalrat.
Als Politiker verstand er es, Kompromisse zu schliessen, und war ein Verfechter von Fortschritt, Demokratie und Föderalismus; er lehnte den Sozialismus ab, setzte sich aber für die Arbeiter ein und schlug eine Brücke zwischen verschiedenen Generationen von Freisinnigen.
Im Genfer Kulturkampf war er, als Befürworter der Religionsfreiheit, antiklerikal, war aber wegen seiner protestantischen Konfession nicht antikatholisch eingestellt. 1873 nahm er an einer Konferenz mit dem Bundesrat teil, in der es darum ging, die Ernennung von Bischof Gaspard Mermillod zum apostolischen Vikar von Genf abzulehnen, da dies der Schaffung eines Bistums Genf gleichkomme.
Er präsentierte 1866 ein Fürsorgegesetz, das die Unterschiede zwischen den alteingesessenen Genfern und den Bewohnern der zusammengefassten Gemeinden aufhob; hierbei ging es unter anderem um die Nutzung von Gütern. Das Gesetz wurde 1868 vom Volk angenommen. Im selben Jahr legte er einen ersten Entwurf zur Wandlung des Hôpital général zum Hospice général vor, sodass alle Genfer in der Sozialhilfe gleichgestellt wurden.
Von 1866 bis 1897 war er Mitglied der Genfer Industrie- und Handelskammer.
1872 bekämpfte er als Föderalist die Revision der Bundesverfassung. Aufgrund seiner antirevisionistischen Haltung wurde er 1872 bei der Wahl zum Präsidenten im Nationalrat übergangen.
Anlässlich des Aufenthaltes des Schahs von Persien, Nāser ad-Din Schāh, 1873 in Vevey machte dieser den Vorschlag, mit Moïse Vautier, der ihm als ausgezeichneter Schütze vorgestellt worden war, ein Wettschiessen zu veranstalten.
Verschiedene Drucker beklagten sich 1880 bei der Genfer Regierung, dass die amtlichen Druckaufträge fast ausschliesslich an die Genfer Zentral-Druckerei (Imprimerie centrale genevoise) vergeben würden, und verlangten eine gerechte Aufteilung der Aufträge; dem widersprach der Kanzler Charles Chalumeau und teilte weiter mit, die Regierung sei nicht verpflichtet, die Aufträge zu verteilen. Daraufhin veröffentlichte das Journal de Genève einen Auszug aus den Büchern des Handelsgerichts vom 21. August 1880. An diesem Tage wurde eine neue Aktiengesellschaft mit dem Titel Genfer Zentral-Druckerei in die Firmenregister eingetragen. Gründer dieser Gesellschaft waren der spätere Staatskanzler Charles Chalumeau und der spätere Nationalrat und Herausgeber des Le Genevois, Georges Favon. Am 24. August 1880 versammelte sich die Aktionärsgesellschaft, die lediglich aus folgenden fünf Mitgliedern bestand: Charles Chalumeau, Georges Favon, Moïse Vautier, Marc Héridier und Alexandre Gavard; letztere drei waren ebenfalls Mitglieder der Regierung.
Vautier führte 1882, gemeinsam mit Alexandre Gavard, Verhandlungen mit der Westbahnverwaltung (siehe Chemins de fer de la Suisse Occidentale) in Bern zu einer Zugverbindung, wonach Genf einen direkten Zug nach Bern erhalten sollte; bei Vertragsabschluss mussten sie hierbei Zugeständnisse machen.
Er engagierte sich nicht nur in der Politik, sondern auch im kantonalen Vereinsleben, vor allem in den Schützenvereinen, und war bei der Bevölkerung wegen seiner Gutmütigkeit, seines Sinns für Verwaltung und seiner politischen Tüchtigkeit beliebt.
1890 wurde er Mitglied des Ehrenkomitees, das für das Eidgenössische Turnfest 1891 gebildet worden war; 1891 wurde er Präsident und später Ehrenpräsident des Eidgenössischen Turnfestes. Im selben Jahr wurde er auch Ehrenpräsident der Bundesfeier.
Er unterhielt ein freundschaftliches Verhältnis zu Viktor Emanuel II., König von Sardinien, und zu Umberto I. König von Italien, die er 1863 beim internationalen Schützenfest in Turin kennengelernt hatte.

## Mitgliedschaften
Vautier war von 1877 bis 1880 Mitglied des Schweizerischen Schützenvereins (siehe Schweizer Schiesssportverband), wurde 1880 in das Zentralkomitee gewählt und war von 1880 bis 1891 deren Vizepräsident. 1894 wurde er zum Ehrenmitglied des Schweizerischen Schützenvereins ernannt.
1870 wurde er, anlässlich des Zentralfestes in Genf, Festpräsident des Schweizerischen Grütlivereins.
Er war 1882 Präsident des Genfer Schützenvereins und wurde 1886 zum Präsidenten des Organisationskomitees bestellt, das für das Eidgenössische Schützenfest 1887 gebildet worden war.

## Ehrungen und Auszeichnungen

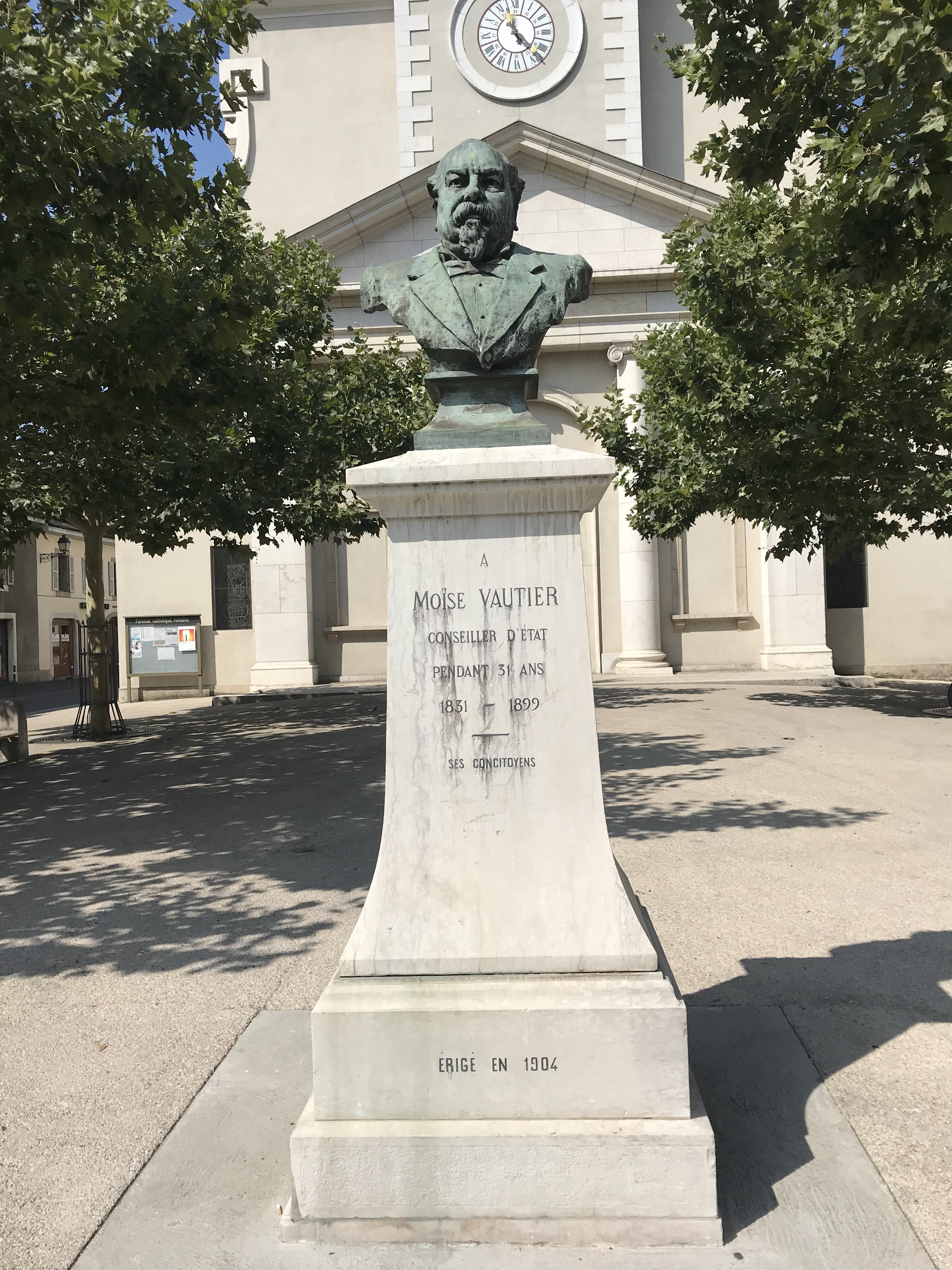
Büste von Moïse Vautier

Zum Gedenken an Moïse Vautier wurde vor der katholischen Kirche Église Sainte-Croix in Carouge eine Büste errichtet. Das Denkmal wurde vom Bildhauer James Vibert ausgeführt.
In Carouge wurde 1915 die Rue Vautier nach seinem Vater, seinen Söhnen und ihm benannt.
1863 lehnte er, als Schweizer Schützenanführer, die Auszeichnung mit dem St. Moritz- und Lazarusorden durch den König von Sardinien, Viktor Emanuel II., ab.